# Gaofeng, Guangdong
Gaofeng (kinesiska: 高峰) är ett stadsdelsdistrikt i sydöstra Kina. Det ligger i stadsdistriktet Yuncheng i staden Yunfu i provinsen Guangdong, omkring 130 kilometer väster om provinshuvudstaden Guangzhou. Antalet invånare är 29 459. Befolkningen består av 13 711 kvinnor och 15 748 män. Barn under 15 år utgör 16,0 %, vuxna 15-64 år 74 %, och äldre över 65 år 9,0 %.